# Hendrik van Borssum Buisman
Hendrik van Borssum Buisman (Wieringen, 1873. január 1. – Haarlem, 1951. október 15.) holland festő.

## Életútja
Adolf le Comte és Oswald Wenckebach tanítványa volt. Az amszterdami Arti et Amicitiae festőklub tagja volt. Zsánerképeket, tájképeket, csendéleteket és portrékat festett. Később, 1913 és 1915 között a haarlemi Teylers Múzeum kurátora és restaurátora volt. Munkássága során hozzájárult a múzeum tárlatának átrendezéséhez és bővítette a bemutatott tárgyak listáját. A Fundatiehuisban lakott, itt született két fia, Jan Hendrik és Garrelt, akik apjuk hivatását követték. A múzeum előcsarnokában áll bronz mellszobra, fiának, Jan van Borssum Buismannak alkotása. 1952-ben fia Jan lépett helyére mint a múzeum művészeti gyűjteményének kurátora. 